# Werkbundsiedlung Prag

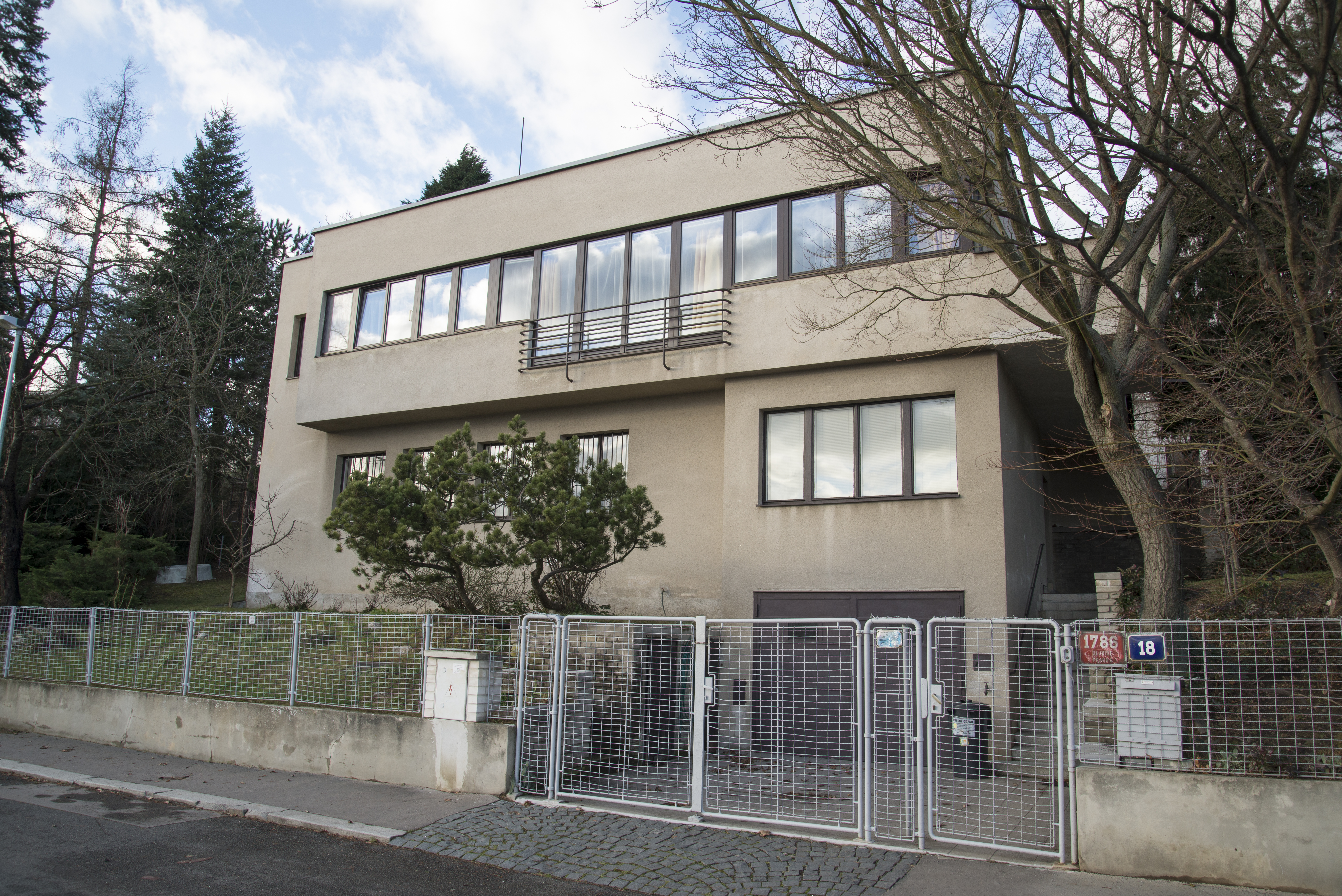
Haus Maule – Architekt J. Gočár

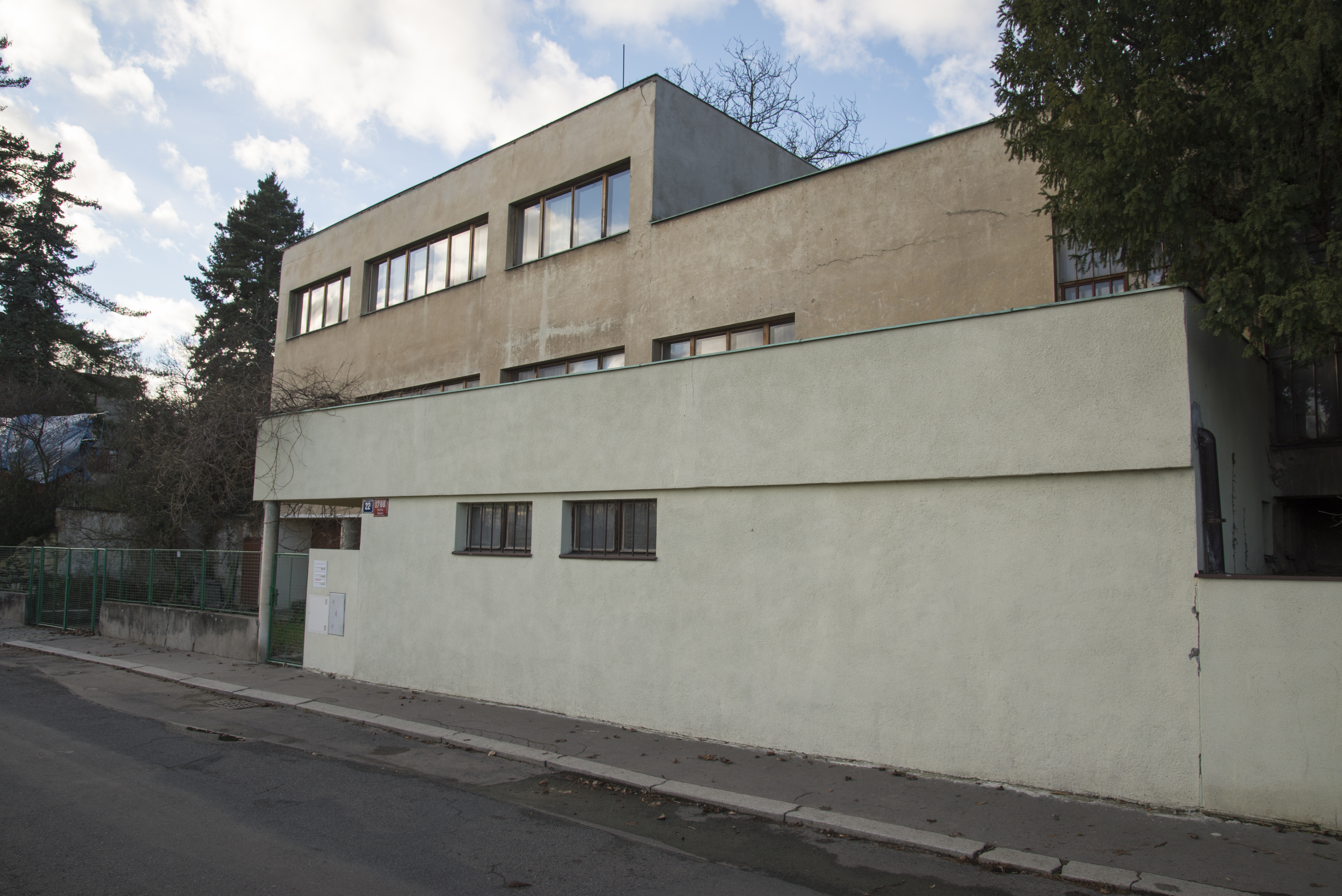
Haus Kytlica – Architekt J. Gočár

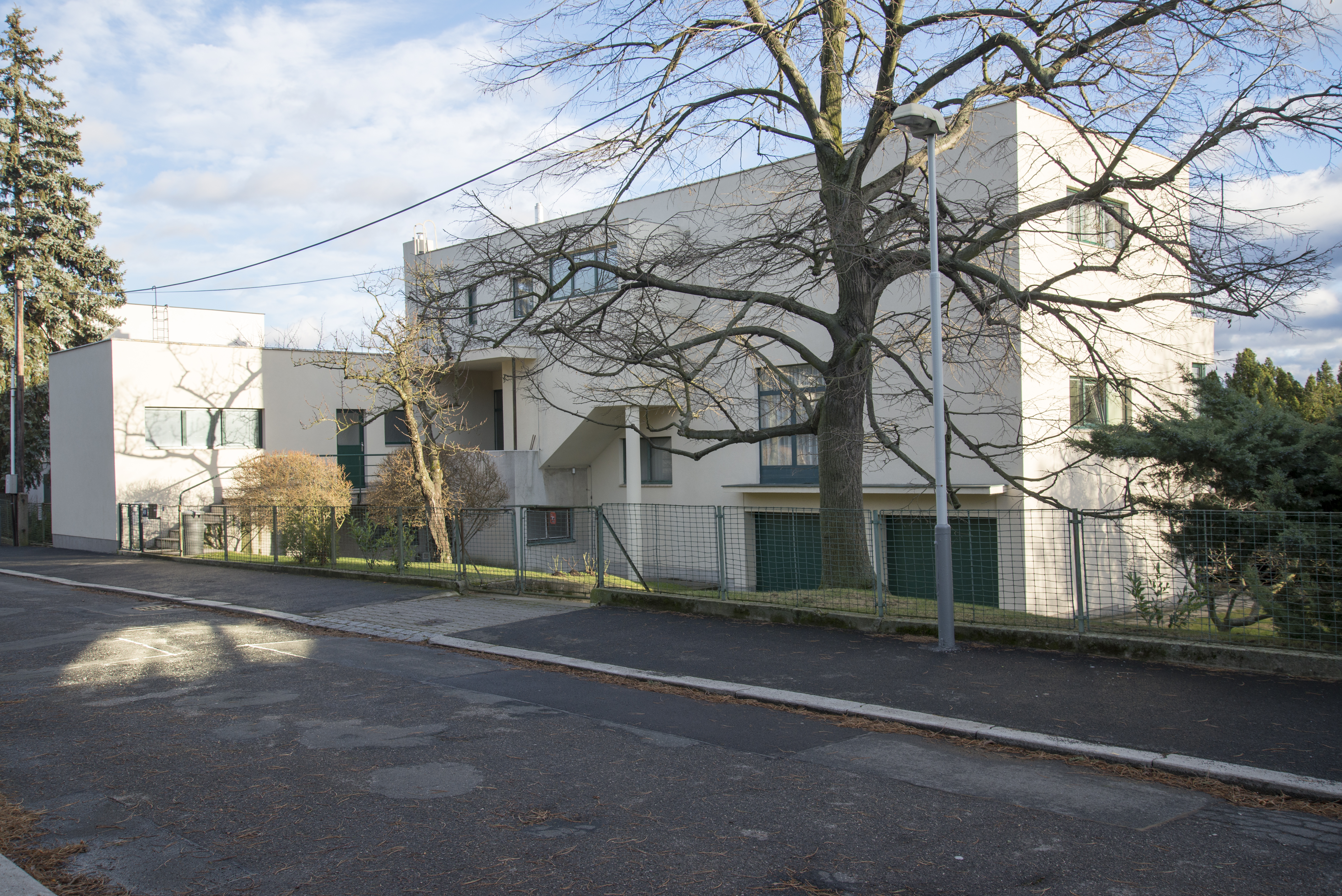
Haus Suk – Architektin H. Kučerová-Záveská

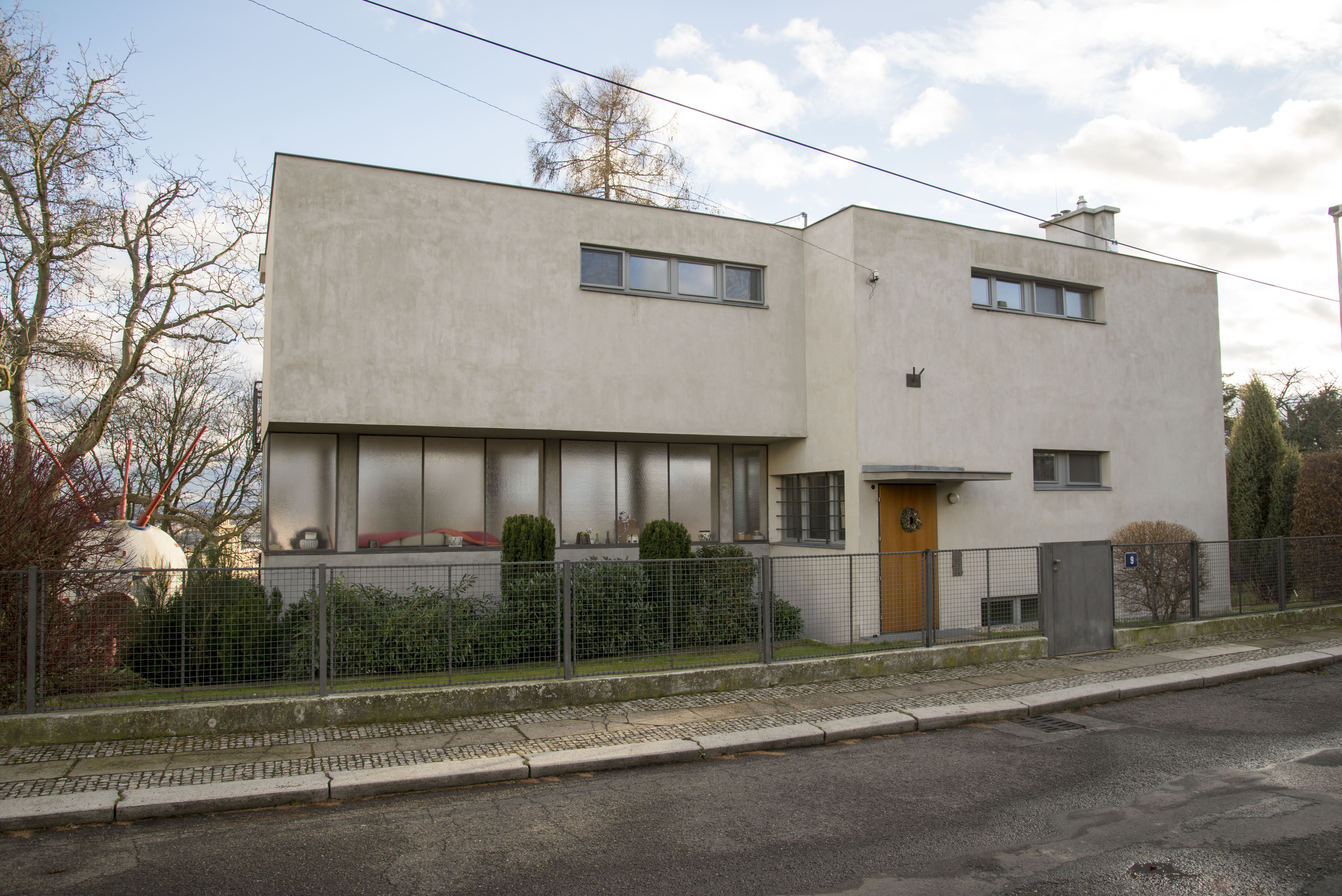
Haus Palička – Architekt M. Stam

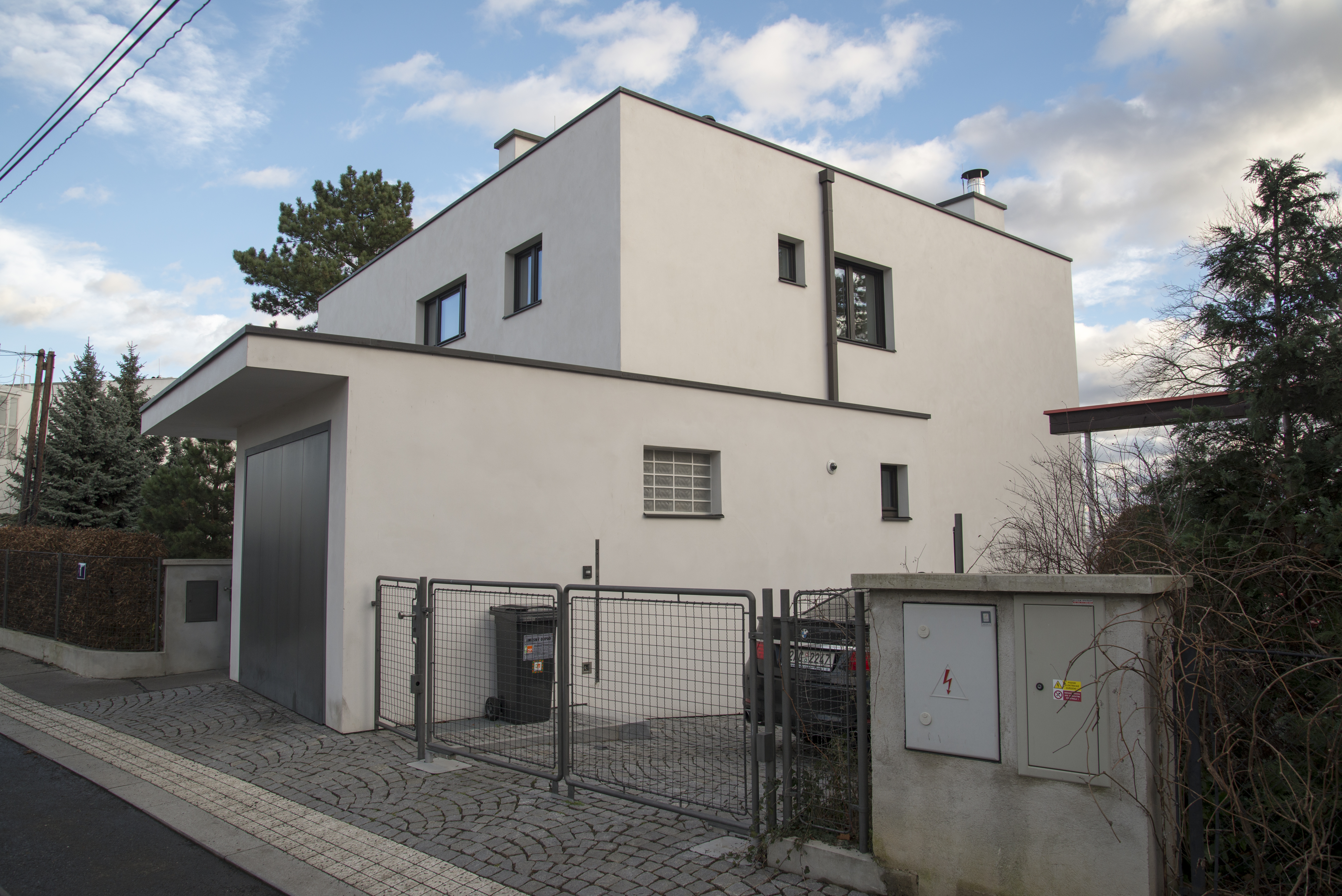
Haus Mojžíš-Lom – Architekt J. Gočár

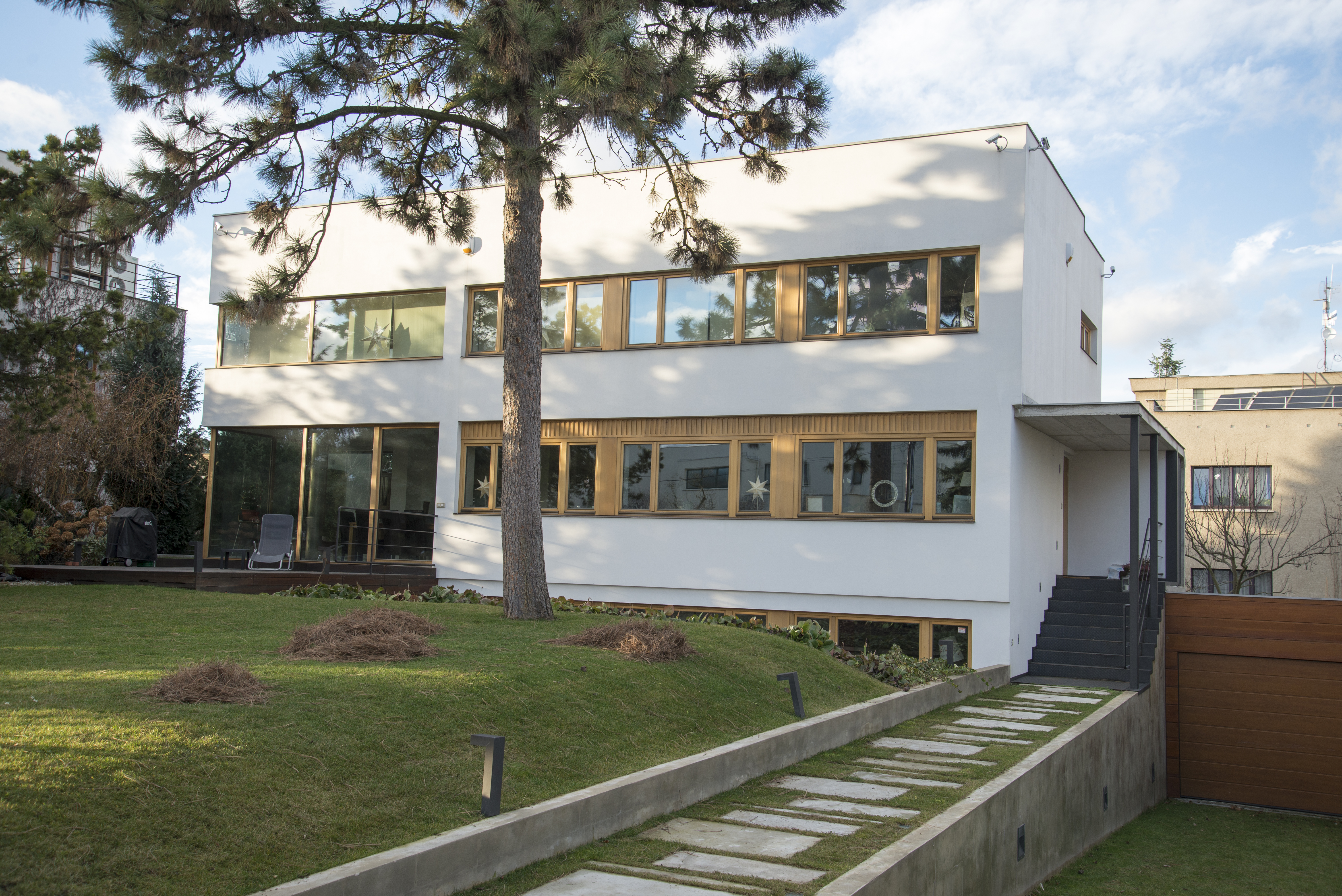
Haus Zaorálek – Architekt L. Žák

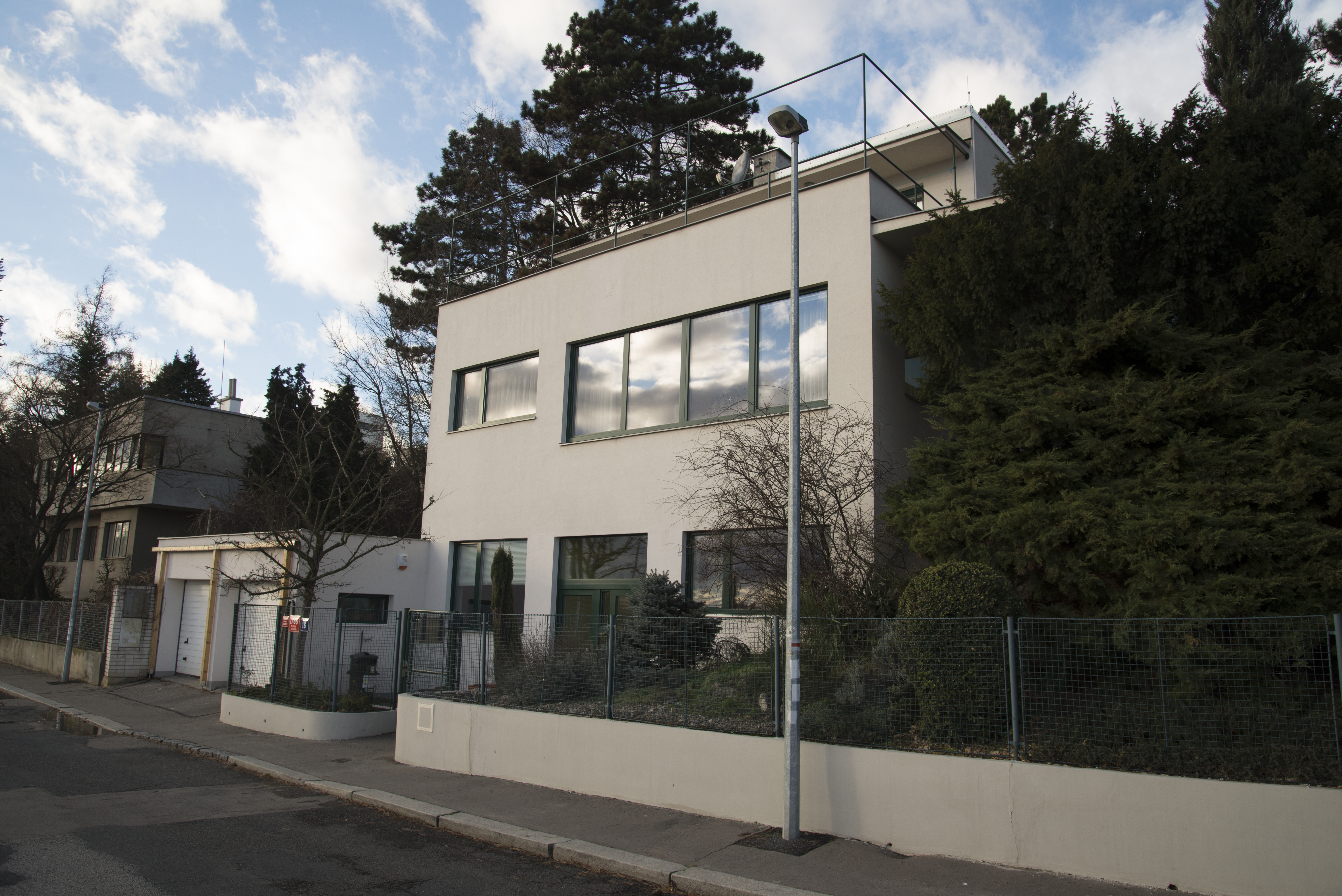
Haus Janák – Architekt P. Janák

Die  Werkbundsiedlung Prag oder Siedlung Baba (tschechisch: Výstavní kolonie na Babě, Osada Baba) ist eine 1932 eröffnete Musterhaussiedlung im Prager Stadtteil Dejvice. Sie steht seit 1993 unter städtebaulichem Denkmalschutz.

## Geschichte
Die Organisation der Werkbundsiedlung fand in einer Zeit des Umbruches (1928–32) statt. Die Weltwirtschaftskrise hatte gerade tiefe Spuren in der exportorientierten Tschechoslowakei hinterlassen und der zunächst andauernde Boom in der Baubranche war am Ausklingen. Architekturgrößen wie Le Corbusier, die einst erheblichen Einfluss auf die tschechische Moderne hatten, wurden von ihren Verehrern gestürzt und verschiedene andere Strömungen wie z. B. der russische Konstruktivismus hatten in Prag ihren Einfluss.
Obwohl in diesem Spannungsfeld in der Moldaumetropole keine großen Architekturkonzepte entwickelt wurden, spielten die Ideen, welche sowohl aus Ost als auch West zusammenkamen, eine große Rolle. Die Rahmenplanung für die Siedlung war die Aufgabe des tschechischen Architekten Pavel Janák; die einzelnen Wohnhäuser wurden nicht nach einem Einheitsprinzip, sondern individuell geplant. Dennoch finden sich bei den verschiedenen Architekten Grundprinzipien wieder.
Etwa einen Monat nach dem Ende der Wiener Werkbundsiedlung fand am 7. September 1932 die Eröffnung der Werkbundsiedlung Prag statt. Die auch Baba genannte Ausstellung war die erste dieser Größe in der Tschechoslowakei. Eine bereits 1928 von Václav Havel, dem Großvater des späteren Staatspräsidenten, geplante Ausstellung scheiterte, da lediglich zwei Villen zur Ausführung kamen.

### Standortwahl
Als Bauland bot sich ein nördlich von Prag im Stadtteil Dejvice gelegener Südhang an. Mit einem Gefälle von ca. 20 % zu den Moldauniederungen liegt Prag der Siedlung zu Füßen. Dies wurde zu einem der Hauptkriterien in der städtebaulichen Anlage. So schlug Pavel Janák, eine Bebauung in schachbrettartiger Weise vor, wobei die Erschließungsstraßen den Höhenlinien folgen sollten. Die beiden Straßen Na ostrohu und Na Babě verlaufen daher relativ eben und die Nad Paťankou, die Jarní ulice hangabwärts.

### Projektarbeit
Die planerischen Bemühungen zum Städtebau nahmen bis zur endgültigen Lösung etwa drei Jahre ein. Letztlich setzte sich ein Konzept durch, bei dem die Gebäude „auf Lücke“ errichtet wurden, was jedem Gebäude Blickbeziehungen zum Hradschin ermöglicht.
In einem Wettbewerb vom 16. Dezember 1929 schrieb der Tschechische Werkbund die zu errichtenden Gebäude aus. Dabei handelte es sich um freistehende Minimalhäuser im Reihenverband. Letztlich wurde keiner der im Wettbewerb prämierten Entwürfe weiterverfolgt. Das anfängliche Konzept unterlag ständigen Änderungen, Bauherren verwarfen grundsätzliche Strukturen in den Entwürfen, stiegen aus dem Projekt aus bzw. einige tauschten auch ihre Parzellen.

### Bauphase
Der Spatenstich fand am 25. April 1932 statt. Sieben Firmen errichteten von da an bis zur Eröffnung im Herbst die ersten 20 Häuser:
- Munk, Řezáč, Zaorálek, Vaváček, Lisý, Joska, Bouda, Dovolil, Letošnik, Suk, Čeněk, Poláček, Herain, Balling, Heřman, Palička, Uhlíř, Sutnar, Maule und Janák

Die Gebäude Lužná, Bautz und Kytlica wurden noch im Herbst begonnen; Košťál, Jirouškova, Moravec und Linda wurden in den Jahren 1933–34 hinzugebaut. 1934 fügte Julius Glücklich sein Haus ein, in den Jahren 1935/36 kamen die Villen Bělehrádek und Lom hinzu. Vier nördlich geplante Reihenhausgruppen wurden 1935–40 durch sechs einzeln stehende Einfamilienhäuser ersetzt. Das Gebäude des Architekten Antonín Černý sticht beim Betrachten der Siedlung durch seine in der Siedlung atypischen, weit auskragenden Gesimse und ein Walmdach besonders ins Auge.

### Denkmalschutz, Baba heute
Die Werkbundsiedlung ist noch heute sehr gut erhalten. Mehrere Häuser befinden sich noch gänzlich im Originalzustand (Haus Herain (22), Mojžíš (21), Bouda (8) und Maule (32))
Nur in einigen Fällen machen sich vorgenommene Garagenanbauten äußerst negativ bemerkbar, auch so manche hinzugebaute Raumschichten und Vorbauten müssen kritisiert werden. Überaus positiv ist jedoch, dass nur drei Häuser, nämlich Suk, Špíšek und Zaorálek tiefgreifende Umbauten hinter sich haben.

## Architektur

### Grundlegende Prinzipien in den Entwürfen
Die Baugestalt ist kubistisch und schachtelförmig, dabei sind alle Gebäude entsprechend der Topographie nach Süden in Richtung Prag ausgerichtet. Dies ist sowohl in den Grundrissen als auch im Öffnungsverhalten ablesbar. So zeigt sich bei den meisten Häusern, welche bis zum Spätherbst 1932 gebaut wurden, ein strenges Zweitraktschema mit den funktionalen Räumen im Norden und den Wohnbereichen zur Aussicht hin. Die Fassaden geben zunächst mit glatten Putzoberflächen ein einheitliches Bild ab, bei später errichteten Gebäuden sind auch rustikale Steinsockel und Riffputzfassaden zu finden. Die Dächer wurden bis auf eine Ausnahme als Flachdächer ausgeführt, die meist als Dachterrassen genutzt werden.

### Raumprogramm
Die Raumprogramme der einzelnen Entwürfe waren individuell auf die Wünsche der Bauherrn abgestimmt, so entstanden Wohngebäude vom Minimalhaus für das kinderlose Ehepaar, wie es im Entwurfswettbewerb gedacht war, bis zur Einfamilienvilla mit Hausmeisterwohnung. Ebenso war an Mehrfamilienhäuser und Kollektivhäuser gedacht. Dabei fand die Raumökonomie besonders bei den Minimalhäusern (meist Zweitrakttypen) durch bemerkenswerte Lösungen in Bezug auf Mehrzweckräume und deren Wandelbarkeit Anwendung.

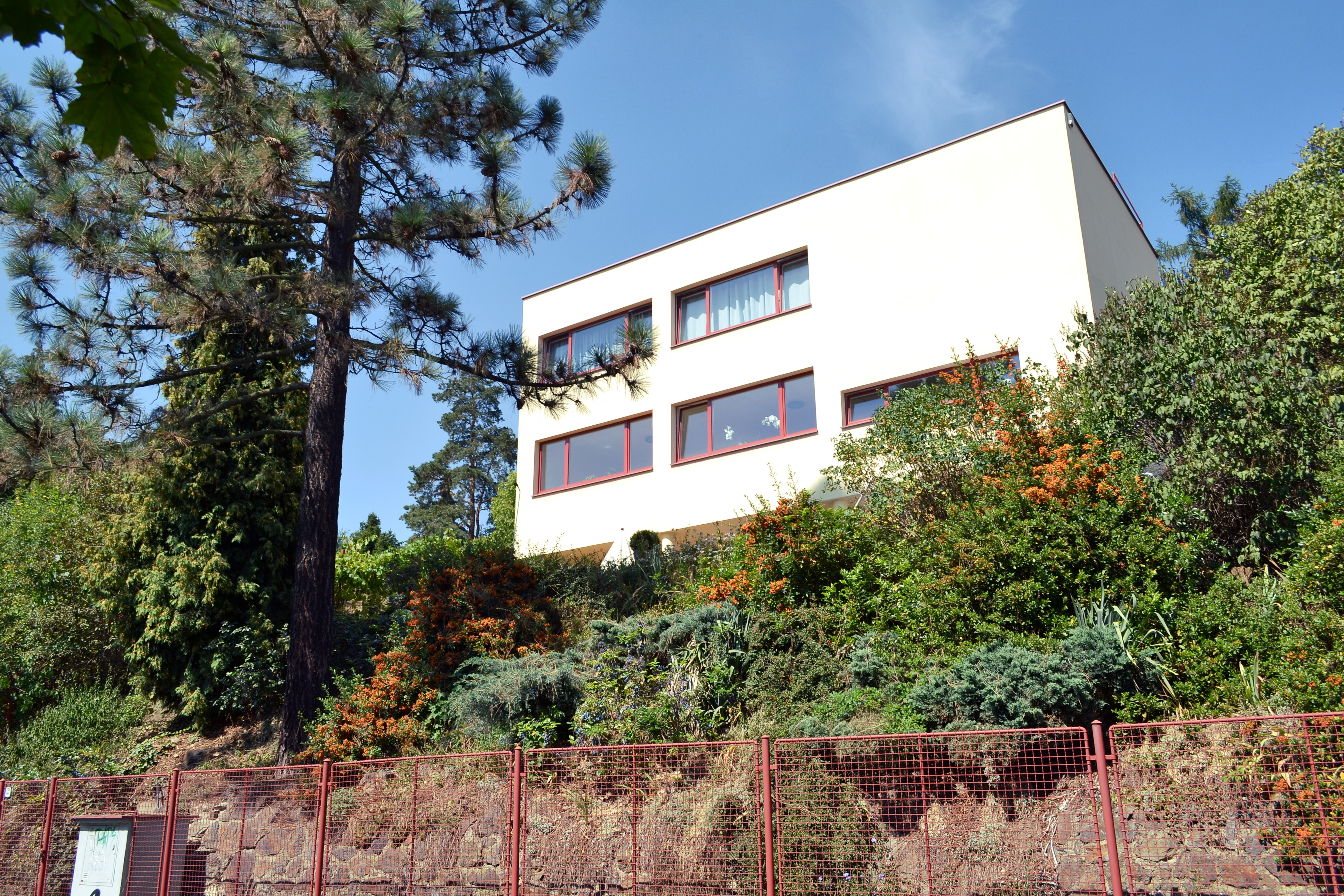
Vila Sutnar

### Konstruktion und Materialität
Im Gegensatz zu den übrigen Werkbundsiedlungen gab es in Baba auf dem Gebiet der Bautechnologie keine Experimente. Da die Bauherren nur wenig Vertrauen in die neuen Baumethoden setzten – die dünnen Wände der Skelettbauweise überzeugten nicht – wurden die Konstruktionen hauptsächlich durch sie bestimmt. Letztlich wurden so 12 Häuser als Stahlbetonskelett, einige als Mischkonstruktionen und wiederum 13 als vollkommene Massivbauten ausgeführt. Die Geschossdecken wurden in ganz Baba in Stahlbeton mit Stärken von 8 bis 22 cm gegossen. Die Dämmung der Flachdächer wurde meist mit Kork, die der Außenwände mit Heraklith bewerkstelligt.
Der in der Tschechoslowakei weit verbreitete Stahlbau kam nicht zur Anwendung, ebenso wie die Themen Vorfertigung und industrialisiertes Bauen.

### Haustechnik, Ausstattung, Oberflächen
Beheizt werden die Häuser meist durch eine mit Kohle befeuerte Warmwasserzentralheizung, einmal kam auch die damals erste entwickelte Heißluftzentralheizung zum Einsatz (im Haus des Verlegers Polacek).
Die verwendeten Fensterkonstruktionen reichen von den traditionellen Holzkastenfenstern über die doppelt verglasten Stahlzieharmonikafenster bis zu den von Ladislav Zák eingebauten Stahlholzverbundflügeln.
Als Innentüren wurden nach vorheriger Einigung unter den Architekten und Bauherrn in ganz Baba fünf glatte Sperrholzmodelle verbaut.
Bei den Bodenbelägen wählte man überwiegend zwischen Linoleum, Gummi, Xylolith oder vereinzelt auch dem traditionellen Parkettboden. Die Innenwände zeigten sich im Allgemeinen mit glattem, weiß gestrichenem Putz.

### Möblierung und Trennwände
Die meisten der Musterhäuser wurden, wie es bei Werkbundsiedlungen üblich war, den Besuchern möbliert präsentiert. Hierbei stachen besonders die Häuser
der Architekten Ladislav Žák, Antonin Heythum und Hana Kučérová-Záveská, die sich sonst auch als Einrichtungsgestalter beschäftigten heraus.
Einige Beispiele:
- Hana Kučerová-Záveská geht bei ihren Möbeln mit ähnlichen Entwurfsmethoden vor, wie sie in Baba allgemein bei den Gebäuden verwendet wurden. Die raumtrennenden Möbel und Einbauschränke lassen sich mit Rollbalken öffnen/schließen oder sind durch zu öffnende Klappen und Schiebeelemente erweiterbar. Wobei vom Handwerk höchste Präzision gefordert wird.
- Jan Evangelista Koula, der sich auch theoretisch und publizistisch mit Themen zu Einrichtung und Wohnen beschäftigt hat, arbeitet mit relativ freien und variablen Grundrissen. So sind im Erdgeschoss die Küche und das Wohnen sowie die Schlafräume im 1. Obergeschoss nur durch Möbel und Schränke getrennt.
- Ladislav Žák arbeitet im Haus Zoralek mit ausklappbaren Wandschränken und befasst sich mit dem Thema Sitzen. Dabei geht das Repertoire von der Couch, welche einmal mit der Wand verbunden ein anderes Mal frei im Raum auch als Nachtlager steht bis zu einfachen Kontrastthemen, wie leicht und schwer, kantig und rund oder er belegt einen einfachen zart geschwungenen Stahlrohrrahmen mit voluminösen Polstern. So stellt er den wohltuenden Ausgleich zwischen den weichen Stoffkanten und dem kantigen linoleumbelegten Raum heraus.

### Außenbereiche, Gärten
Nur fünf der Häuser haben einen direkten Zugang zum umliegenden Außenbereich, dies kann jedoch keinesfalls mit dem teils sehr starken Gefälle begründet werden, da auch relativ ebene Gärten nur von der Straße aus erreichbar sind. In Baba wurde die Innen-Außen-Beziehung thematisiert, zwar gibt es in großem Umfang Fensterbänder und großzügig verglaste Bereiche, jedoch gibt es eine klare Trennung zwischen Natur/Garten und Wohnen. Freibereiche wurden in Form von Dachterrassen und Balkonen großzügig angelegt, was selbstverständlich auch mit Problemen mit der Topografie (Neigung des Hanges bis zu 20 %) zusammenhängt. Interessant ist dabei, dass die Bewohner in 60 Jahren der Nutzung vieles geändert haben, aber diese Trennung zwischen Garten und Wohnen beibehielten. Dies lässt vermuten, dass dieses Konzept keineswegs als nachteilig oder als Einschränkung empfunden wird.

## Bauherren und Bewohner
Die gesamte Siedlung wurde von privaten Bauherrn finanziert, was bei derartigen Mustersiedlungen nicht selbstverständlich war. Dies führte auch zu einer individuelleren Gestaltung der einzelnen Wohnhäuser, die zur Kritik seitens der „wissenschaftlich“ bauenden Architekten wie Karel Teige führte.
Die Bauherren stammten komplett aus den Reihen des Tschechoslowakischen Werkbundes. Darunter waren fast alle Gattungen der Kunst vorhanden, so standen Namen wie Cyril Bouda für die Malerei, Pavel Janák für die Architektur, Ladislav Sutnar für Graphik und Design. Des Weiteren waren Ministerialräte, Künstler, Kunstgewerbler, Kunsthistoriker, Schriftsteller, Übersetzer, Verleger, Komponisten, Soziologen, der Historiker und Universitätsprofessor Julius Glücklich, sowie der Mediziner Jan Bělehrádek vertreten. Als im Zweiten Weltkrieg die Nazis Prag besetzten, mussten nicht wenige Baba verlassen, so flüchteten u. a. der Direktor der Prager Mustermesse František Munk in die USA, wo auch Ladislav Sutnar als Graphiker erfolgreich Fuß fassen konnte.
Das kommunistische Regime von 1948 bis 1989 interpretierte Baba als ein bürgerlich intellektuelles Experiment der Masaryk-Republik (1918 bis 1935).

## Beteiligte Architekten und Baumeister
- Zdeněk Blažek – Haus Lužná (1932)
- Otokar Fischel
- Jaroslav Fišer und Karel Fišer – Haus Joska (1932)
- Josef Fuchs – Haus Munk (1932)
- Josef Gočár – Villa Glücklich (1933–34) / Haus Kytlica (1932–33) / Haus Maule (1931–32) / Villa Mojžíš-Lom
- Antonín Heythum und Evžen Linhart – Haus Lisý / Haus Dovolil (1932) / Haus Janák (1931–32)
- František Kavalír – Haus Letošník (1932) / Haus Uhlíř (1932)
- František Kerhart – Haus Bělehrádek (1935–36) / Haus Košťál (1933–34) / Haus Peřina (1933) / Haus Bautz (1933) / Haus Jiroušek (1932–33) / Atelierhaus
- Vojtěch Kerhart – Haus Moravec (1933–34) / Haus Řezáč (1932)
- Jan Evangelista Koula – Haus Poláček (1932)
- Hana Kučerová-Záveská – Villa Suková (1932) / Haus Balling (1931–32)
- Ladislav Machoň – Haus Špíšek (1932–33)
- Mart Stam – Haus Palička (1931–32)[1]
- Oldřich Starý – Haus Bouda (1932) / Haus Sutnar (1932) / Dreifamilienhaus Vaváček (1931–32) / Haus Heřman (1931–32)
- František Zelenka – Villa Zadák (1934)
- Ladislav Žák – Haus Zaorálek (1931–32) / Haus Čeněk (1931–32) / Haus Herain (1931–32)